# Bölscheøya

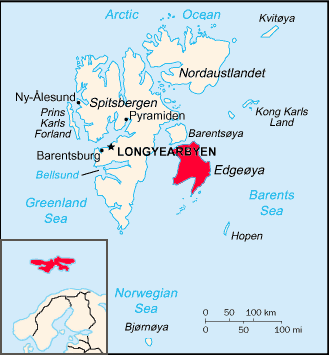
Översiktskarta

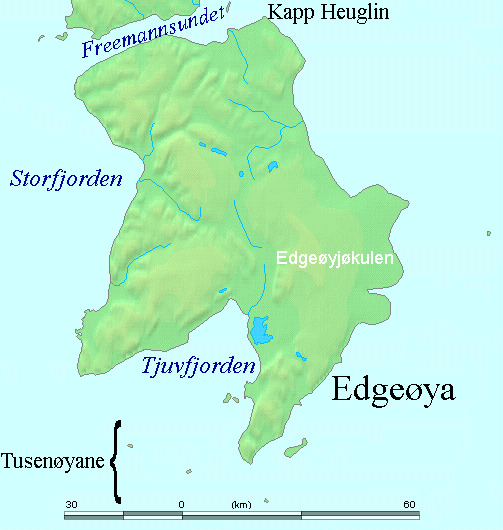
Lägeskarta

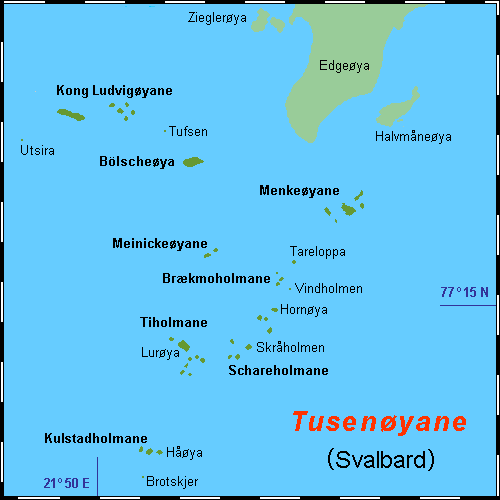
Tusenøyane

Bölscheøya (Bölscheön) är en liten ö i sydöstra Svalbard i Barents hav i Norra ishavet.

## Geografi
Bölscheøya ligger cirka 225 km sydöst om Longyearbyen, cirka 100 km nordväst om ön Hopen och cirka 20 km sydväst om Edgeøyas södra kust.
Den obebodda ön är en del av Tusenøyane.
Förvaltningsmässigt ingår hela Tusenøyane i naturreservatet Søraust-Svalbard naturreservat.
Området är en viktig boplats för en rad arktiska djur, däribland isbjörn och valross, och fåglar, däribland stormfågel, vitkindad gås, prutgås, ejder och silvertärna.

## Historia
Området omnämns första gången 1614 på en karta ritad av holländske Joris Carolus och även på en karta från 1625 från Muscovy Company och holländska kartor kring år 1662 ritade av G. Valk och P. Schenk finns området utmärkt.
På Bölscheøya finns många lämningar som vittnar om den tid med omfattande jakt på val och valross.
År 1868 namngavs ön av geografen August Petermann efter den tyske journalisten Carl Bölsche, far till författaren och zoologen Wilhelm Bölsche.
År 1973 inrättades Søraust-Svalbard naturreservat.